# Udruženje farmaceutskih tehničara Crne Gore
Udruženje farmaceutskih tehničara Crne Gore je nevladina organizacija osnovana početkom 2023. godine, sa sedištem u Podgorici. Globalna pandemija (COVID-19) je dosta negativno uticala na ovaj medicinski kadar, tako da potreba za ovom vrstom osoblja i dalje ne bledi. Sama potreba za lekovima je sve veća i veća, pa je potrebno imati i adekvatan broj ljudi koji će ih kontrolisati i voditi brigu da su sve regulative u ovoj oblasti ispoštovane. Iz tog razloga je u Crnoj Gori osnovano prvo nezavisno Udruženje farmaceutskih tehničara kako bi se obezbedila neophodna kontrola i stabilnost farmaceutskih proizvoda. 

## Aktivnosti udruženja
Pored stručne pomoći, pružanja konstantne podrške i informacija koje su od značaja za korisnike farmaceutske industrije, udruženje se bavi i:
- Poboljšanjem statusa struke i pojedinca u zdravstvenom sistemu Crne Gore, kao i zdravlja pacijenta u sklopu farmaceutske prakse
- Zaštiti prava i interesa farmaceutskih tehničara
- Ostvarivanjem saradnje sa srodnim organizacijama u Crnoj Gori i van nje
- Izdavanjem stručnih radova u skladu sa zakonom
- Istraživanjem, edukacijom i promocijom struke u cilju pružanja pomoći starim i iznemoglim licima[2]